# Jan Antoni Langenhahn (starszy)
Jan Antoni Langenhahn, Johann Anton Langenhahn, także Langenhan (ur. 1700 w Koburgu, Frankonia, zm. przed 20 marca 1757 w Toruniu) – rzeźbiarz toruński.
Był synem rzeźbiarza z Koburga nieznanego imienia. Przygotowanie do zawodu rzeźbiarza zdobywał zapewne w warsztacie ojca, później wędrował przez jakiś czas po Europie, w różnych ośrodkach artystycznych doskonaląc swoje umiejętności. W czerwcu 1730 trafił do Torunia i zgłosił się na ostatni rok praktyki w cechu mistrza toruńskiego Jerzego Guhra. Rok później przystąpił do egzaminu końcowego, wykonując w ramach tzw. sztuki mistrzowskiej krucyfiks. Dzięki dobrze ocenionej pracy uzyskał tytuł mistrza. 16 listopada 1731 nadano mu prawo miejskie Torunia. Niebawem Langenhahn zawarł związek małżeński i otworzył warsztat rzeźbiarski na terenie Nowego Miasta Torunia. Przypuszczalnie wykształcił czterech uczniów.
W latach 1731–1757 pracował przy dekoracji fasady toruńskiego ratusza na Starym Mieście. W latach 1739–1740 wykonał dekorację (w tym postacie Wiary i Czasu oraz popiersia kobiece) do zegara z warsztatu Juliusa Huntenburga. Prawdopodobnie Langenhahn jest autorem dekoracji ołtarza głównego zboru w Toruniu, później przemianowanego na katolicki kościół Świętego Ducha i krucyfiksu. Przypisywane mu autorstwo figur czterech Ewangelistów jest kwestionowane.
W opinii Mariana Arszyńskiego dzieła Langenhahna przedstawiały „dość dobry poziom schyłkowej fazy rzeźby barokowej”, z „tendencjami do zapożyczeń ze sztuki średniowiecza”.
Zmarł przed 20 marca 1757 w Toruniu, został pochowany na cmentarzu św. Katarzyny. Jego syn, również Jan Antoni, także został rzeźbiarzem.